# Cemitério Civil de Madrid
O Cemitério Civil de Madrid (em castelhano:  Cementerio Civil de Madrid) é um cemitério da cidade espanhola de Madrid, que forma parte da Necrópolis del Este, junto com o Cemitério de La Almudena (do qual é separado pela antiga estrada de Vicálvaro, depois avenida de Daroca) e o Cemitério Hebreu de Madrid. Foi inaugurado em 1884. Abriga as sepulturas de vários presidentes da Primeira República Espanhola, dirigentes socialistas e comunistas, livre pensadores, intelectuais, artistas e diversos membros da Institución Libre de Enseñanza.

## Personalidades
No cemitério estão enterradas personalidades como:
- os presidentes da Primeira República Espanhola Estanislao Figueras, Francisco Pi y Margall e Nicolás Salmerón y Alonso.
- o fundador do Partido Socialista Operário Espanhol e da Unión General de Trabajadores, Pablo Iglesias Posse; os líderes socialistas Julián Besteiro e Francisco Largo Caballero; a dirigente do Partido Comunista de Espanha Isidora Dolores Ibárruri Gómez; e o fundador do sindicato Comissões Operárias e dirigentes comunista Marcelino Camacho.
- Escritores e filósofos como Pío Baroja, José Laín Entralgo e Xavier Zubiri.
- Pedagogos como Francisco Giner de los Ríos, Manuel Bartolomé Cossío, Alberto Jiménez Fraud e o filósofo e também pedagogo Fernando de Castro Pajares, fundador da  Asociación para la Enseñanza de la Mujer (1870).
- e outras personalidades, como o urbanista Arturo Soria y Mata; o zoólogo Antonio Machado Núñez; o escultor Emiliano Barral; o artista Wolf Vostell; e uma grande lista onde constam Gumersindo de Azcárate, Urbano González Serrano, Jaime Vera, Américo Castro, Francisco García Lorca, Blas de Otero, Andrés Saborit, Enrique Líster, Julián Grimau, Eduardo Benot e Alfredo Flórez.[3]

## Galeria

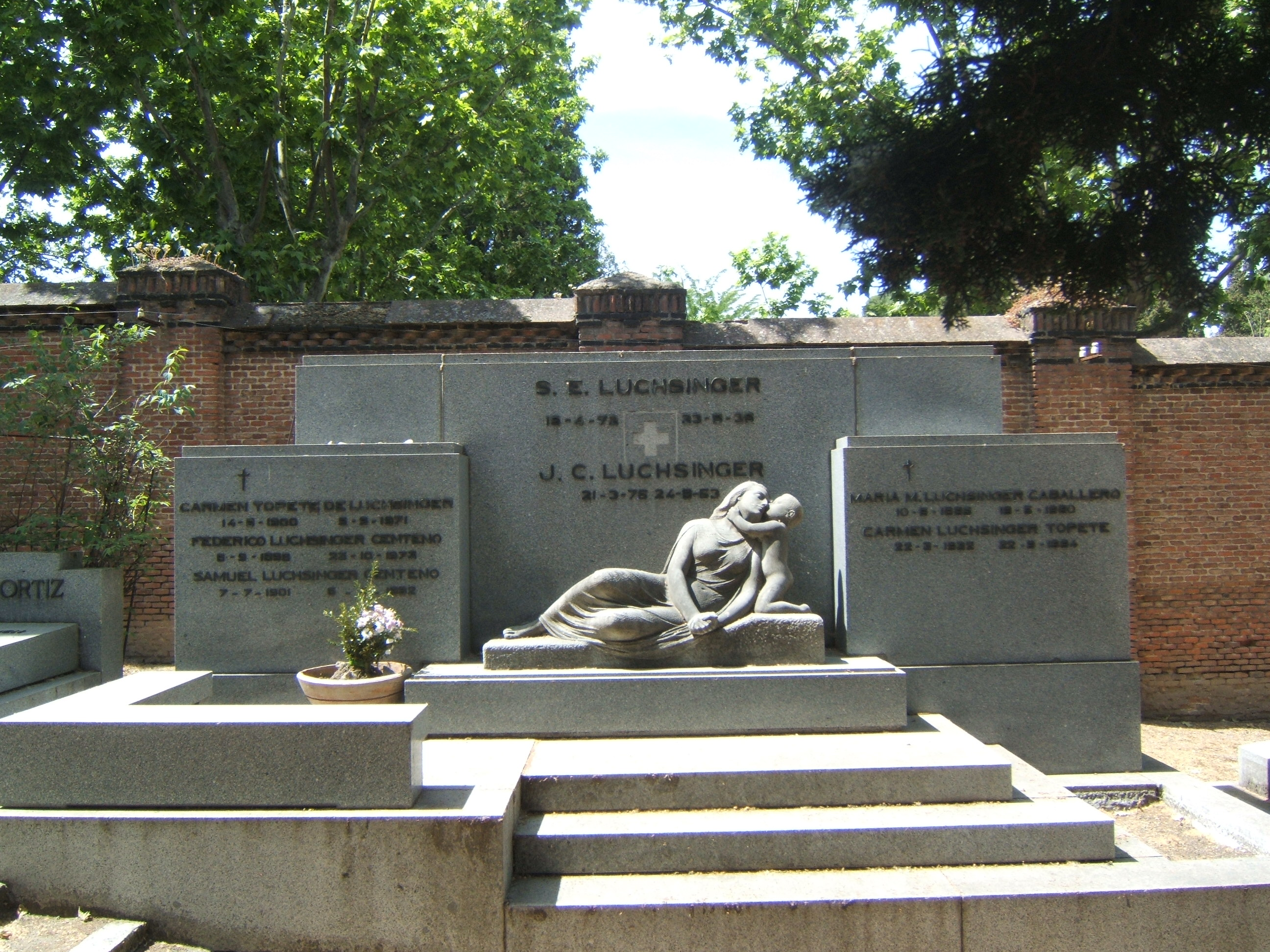
Panteón Luchsinger, obra do escultor Emiliano Barral (1935).
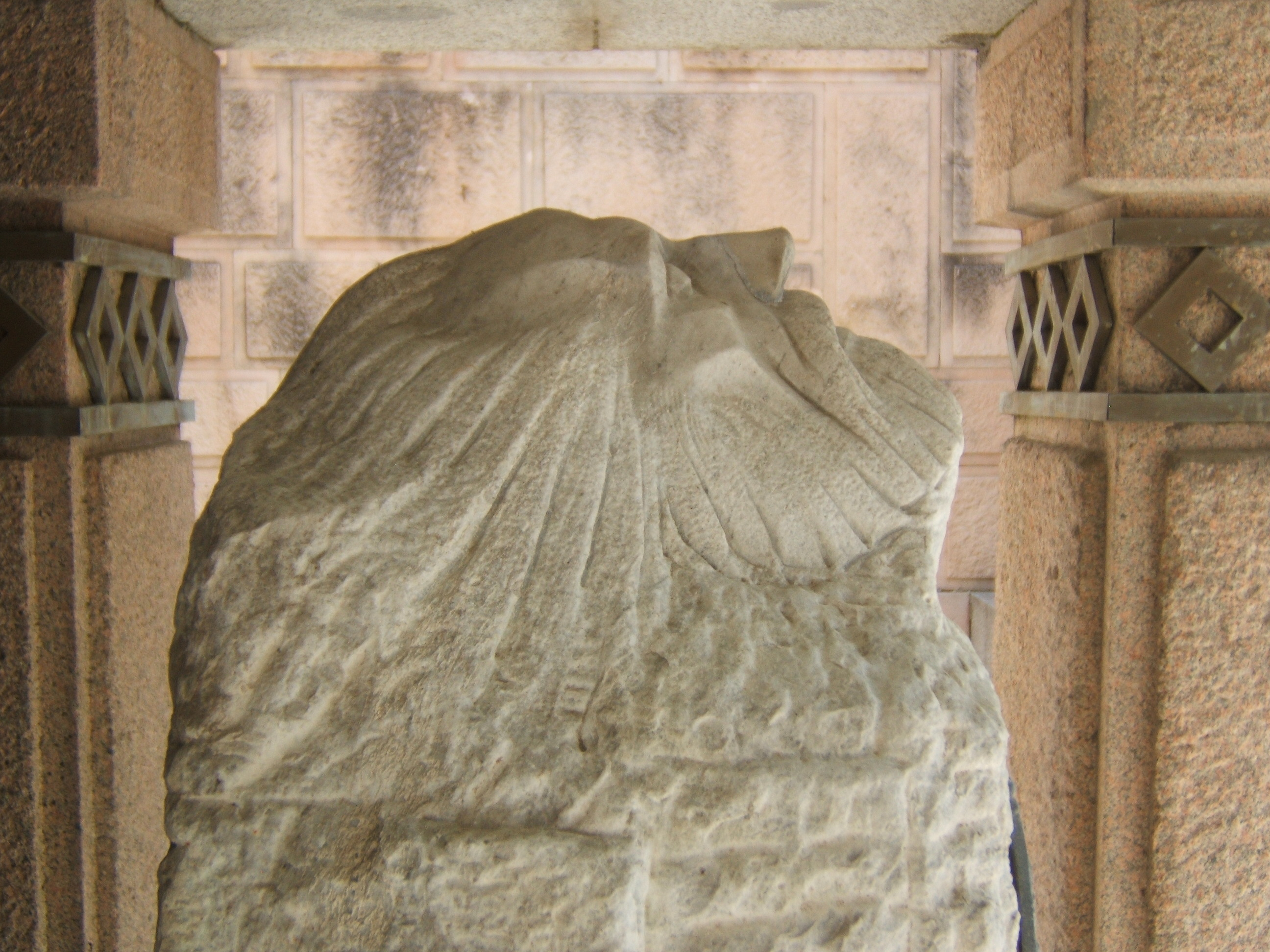
Cabeça reclinada de Pablo Iglesias em mármore cinza, esculpida por Emiliano Barral (1924-1930) e definida em 1929 pelo crítico Sánchez Rivero como "parábola de João Batista decapitado",[4] uma metáfora profética.
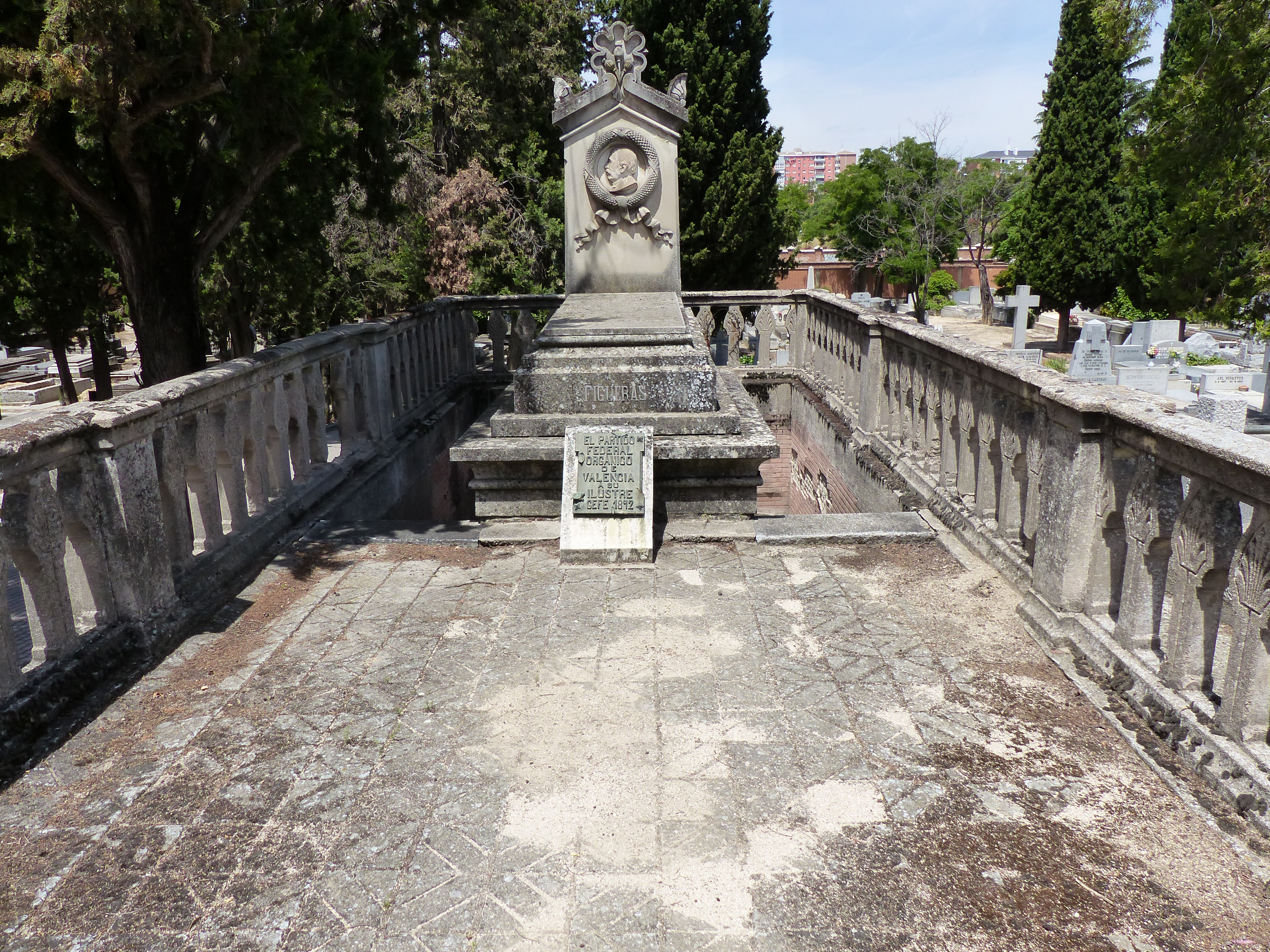
Figueras
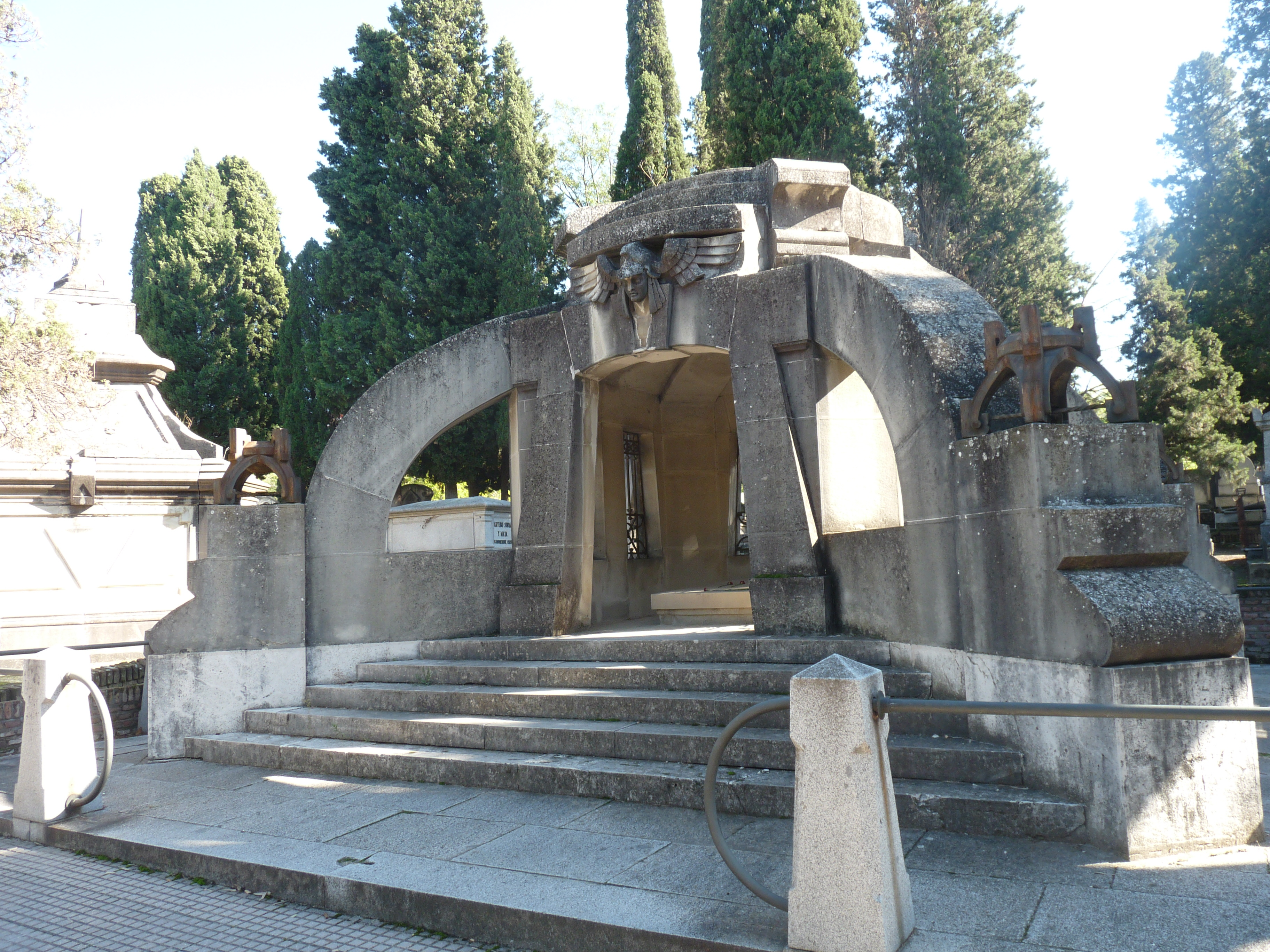
Pi y Margall
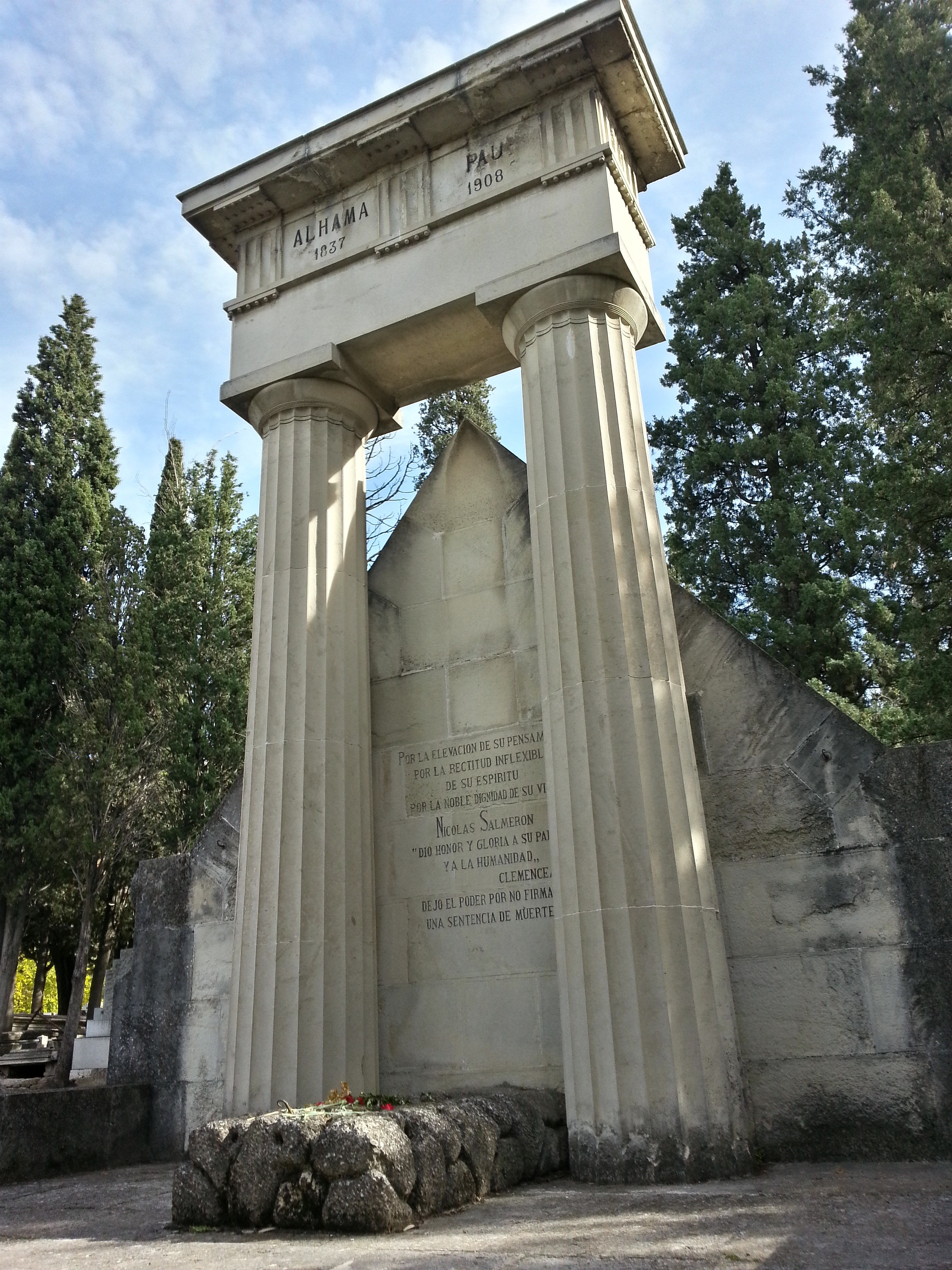
Salmerón
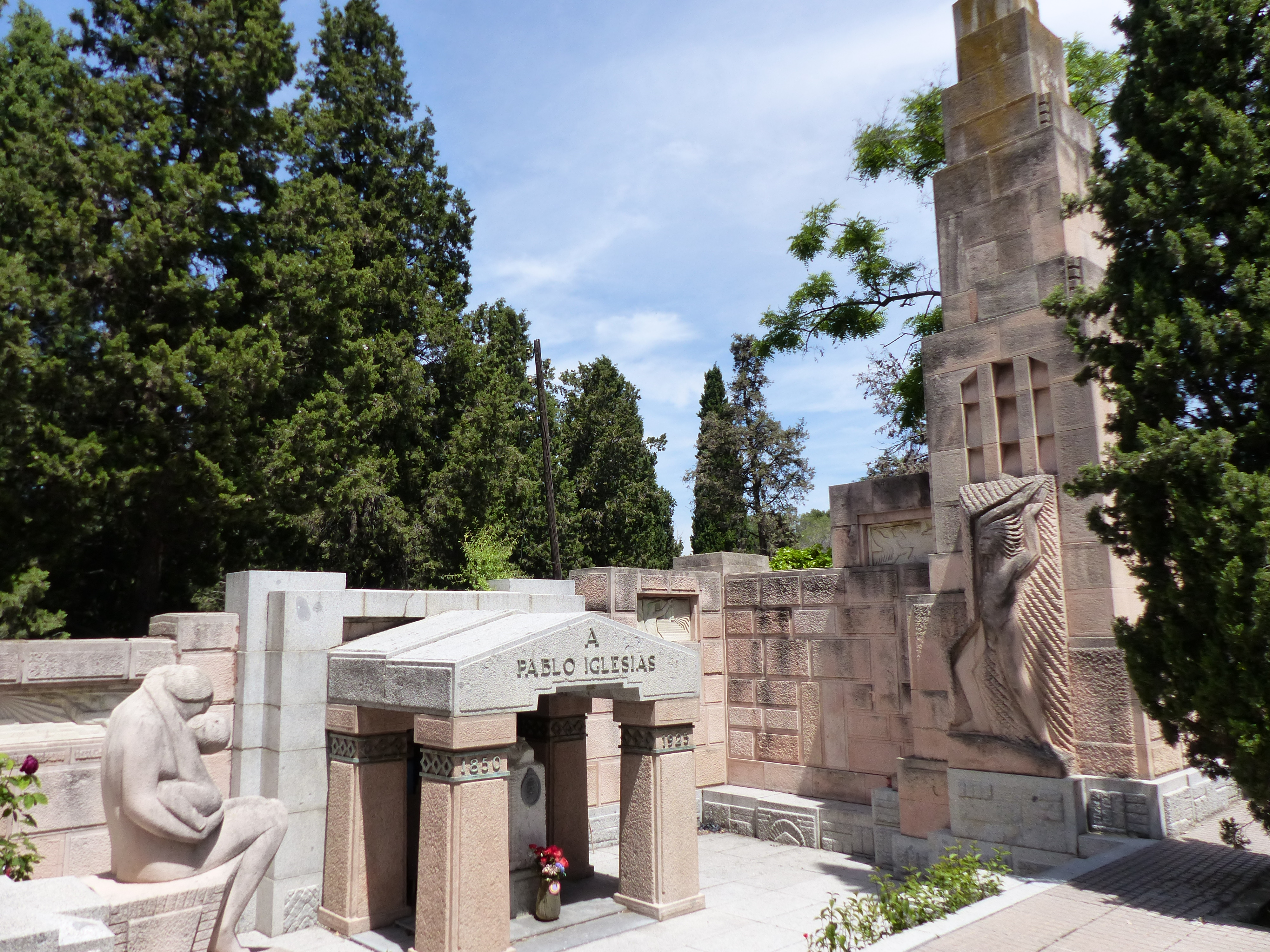
Iglesias
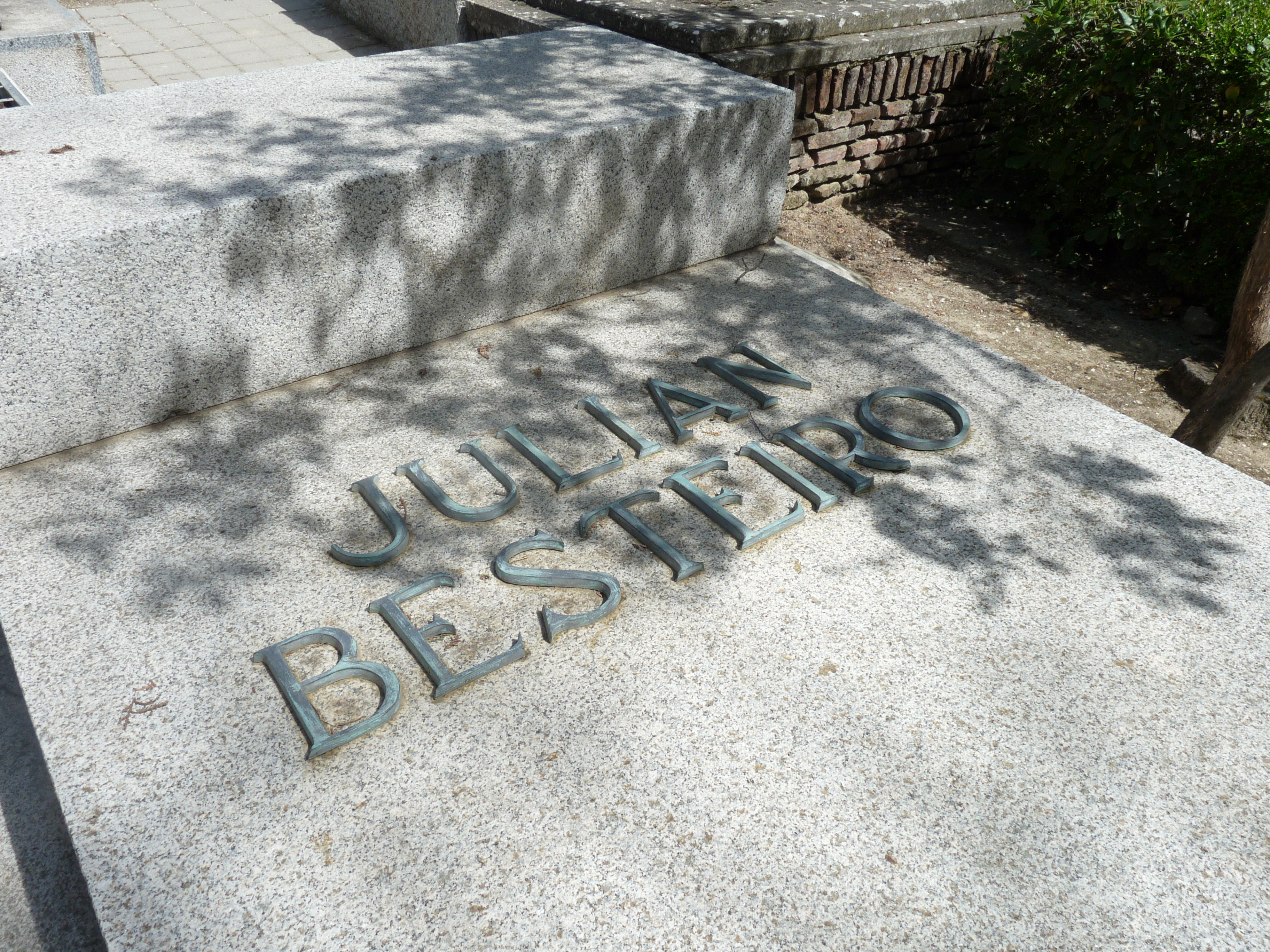
Besteiro
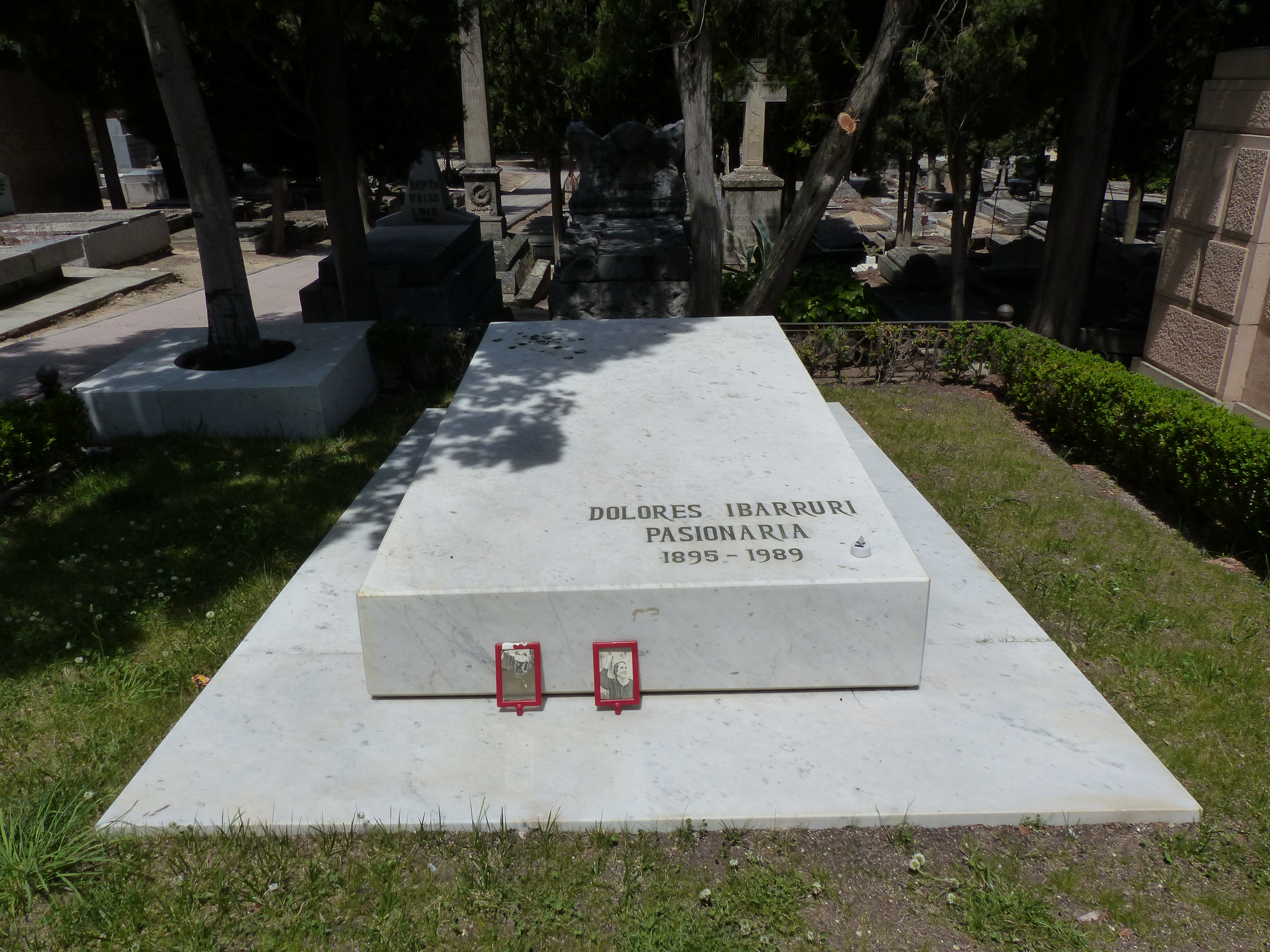
Pasionaria

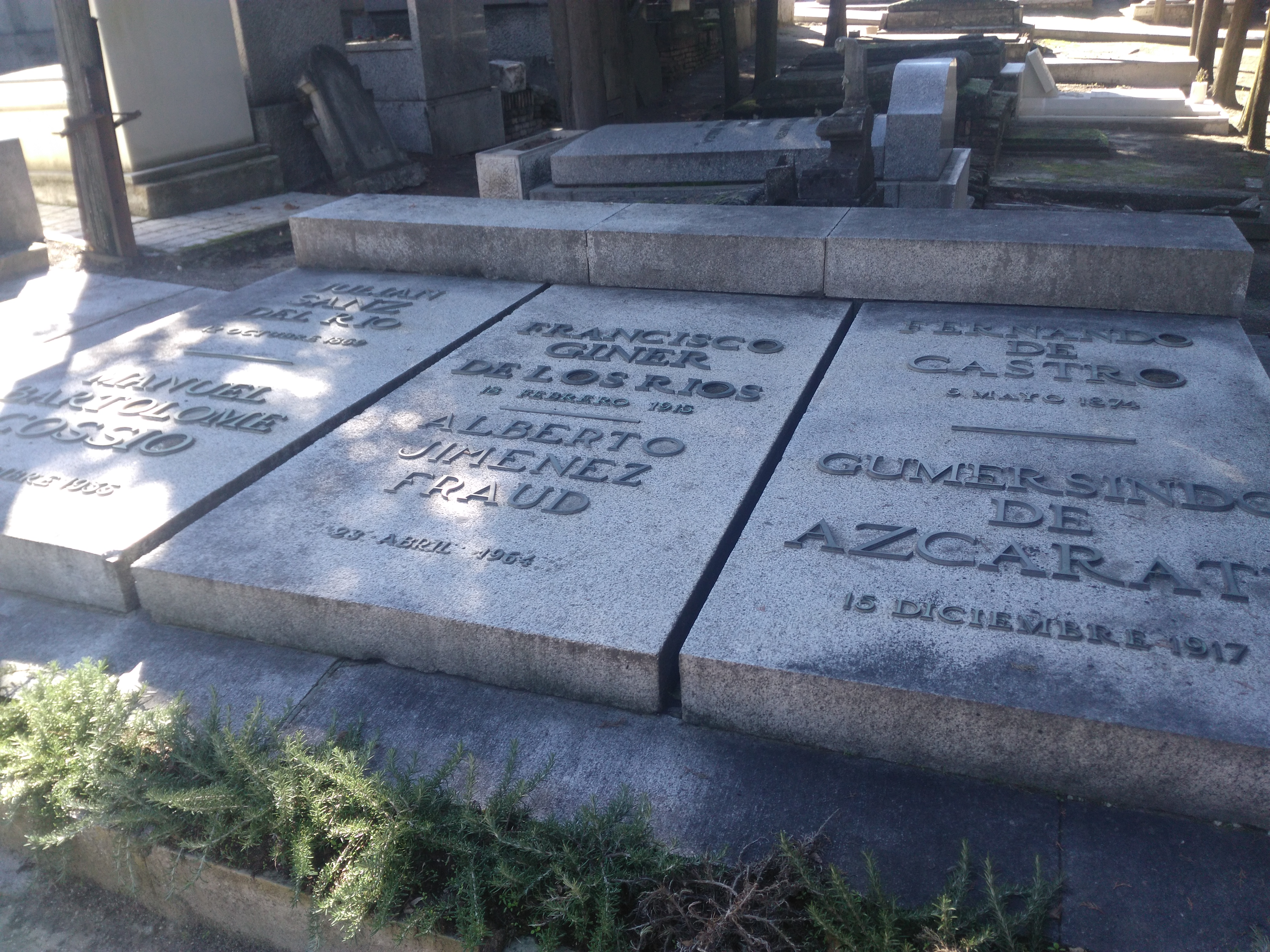
Giner de los Ríos
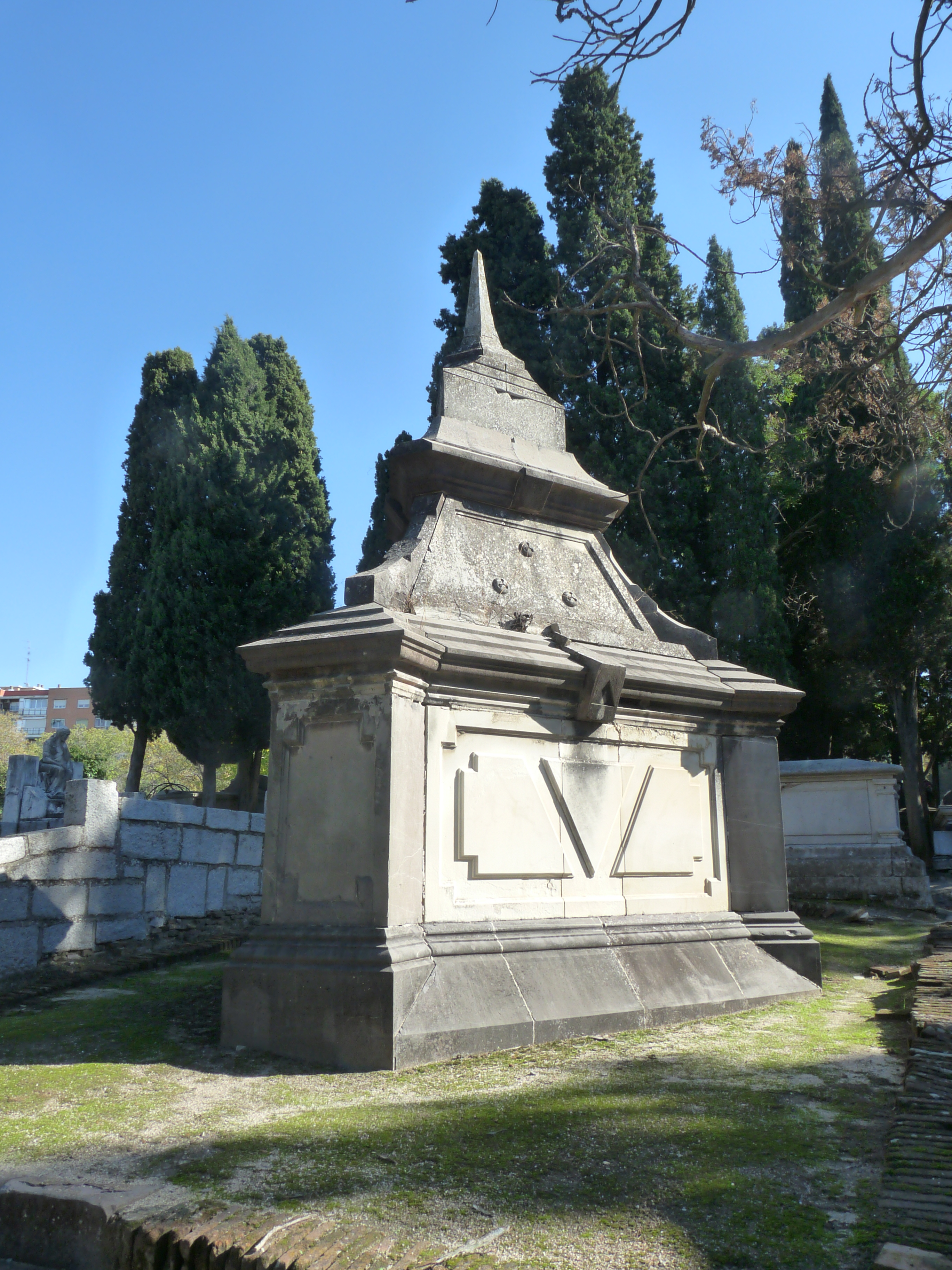
Chíes
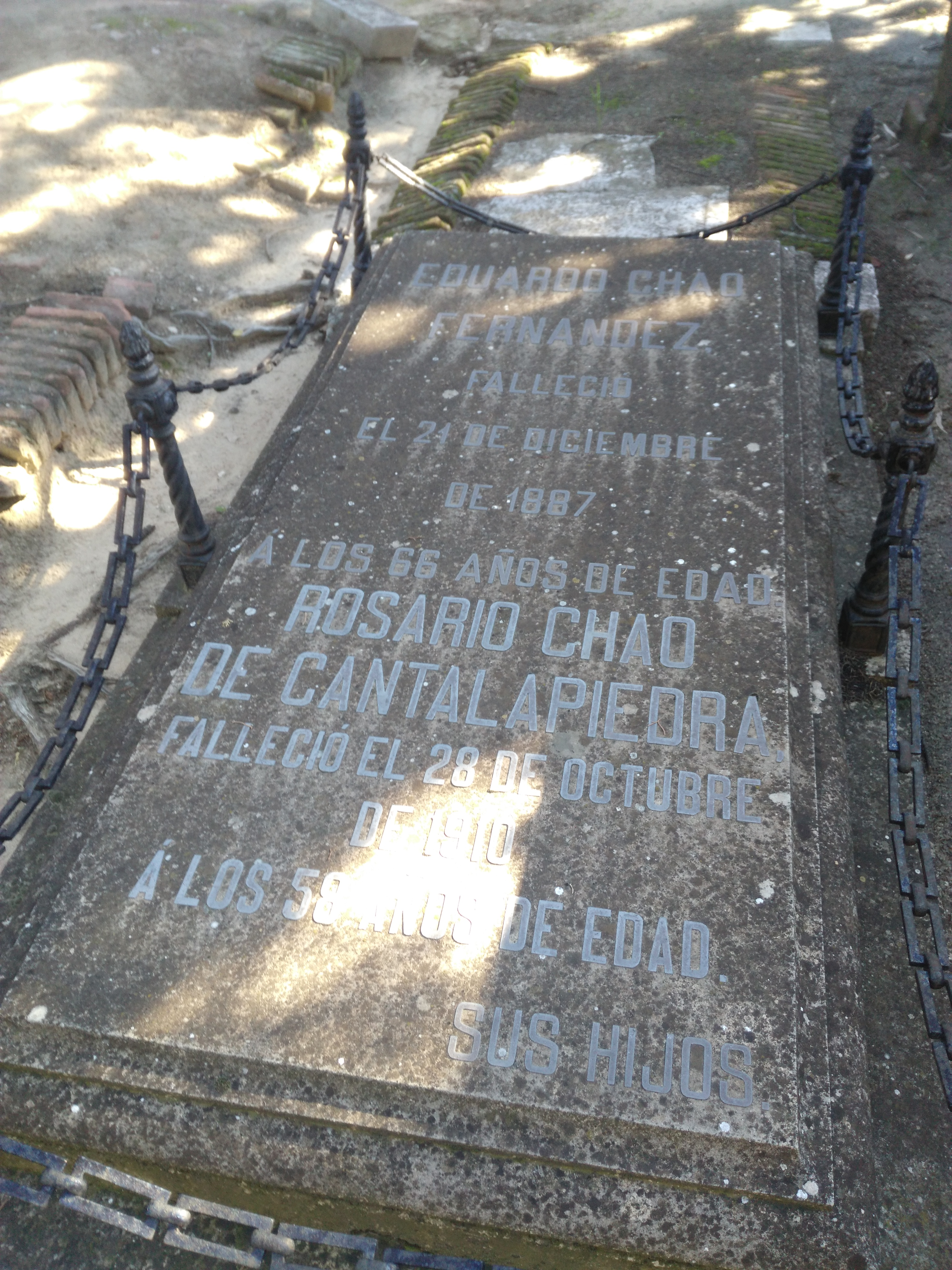
Chao
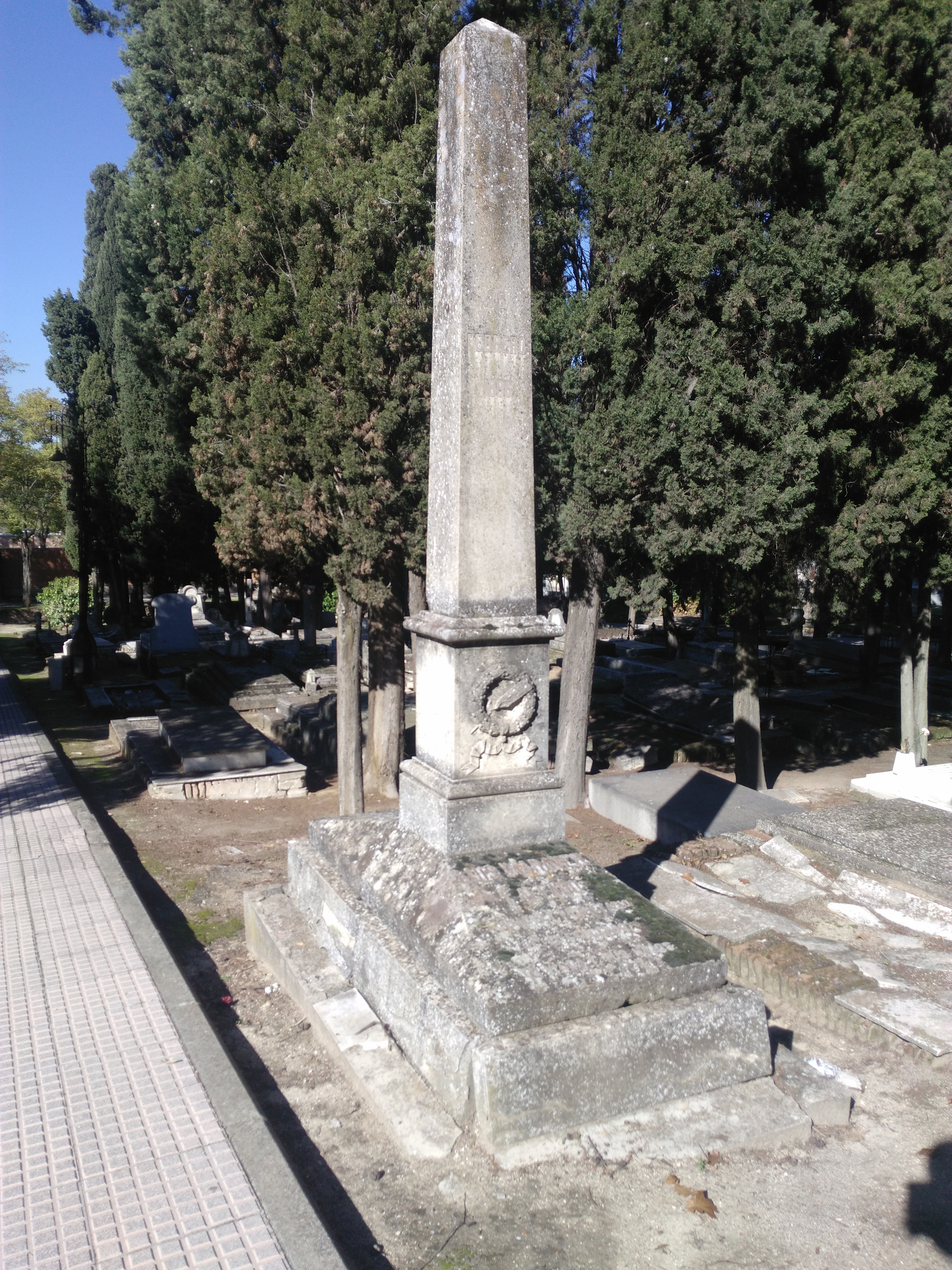
Maraver
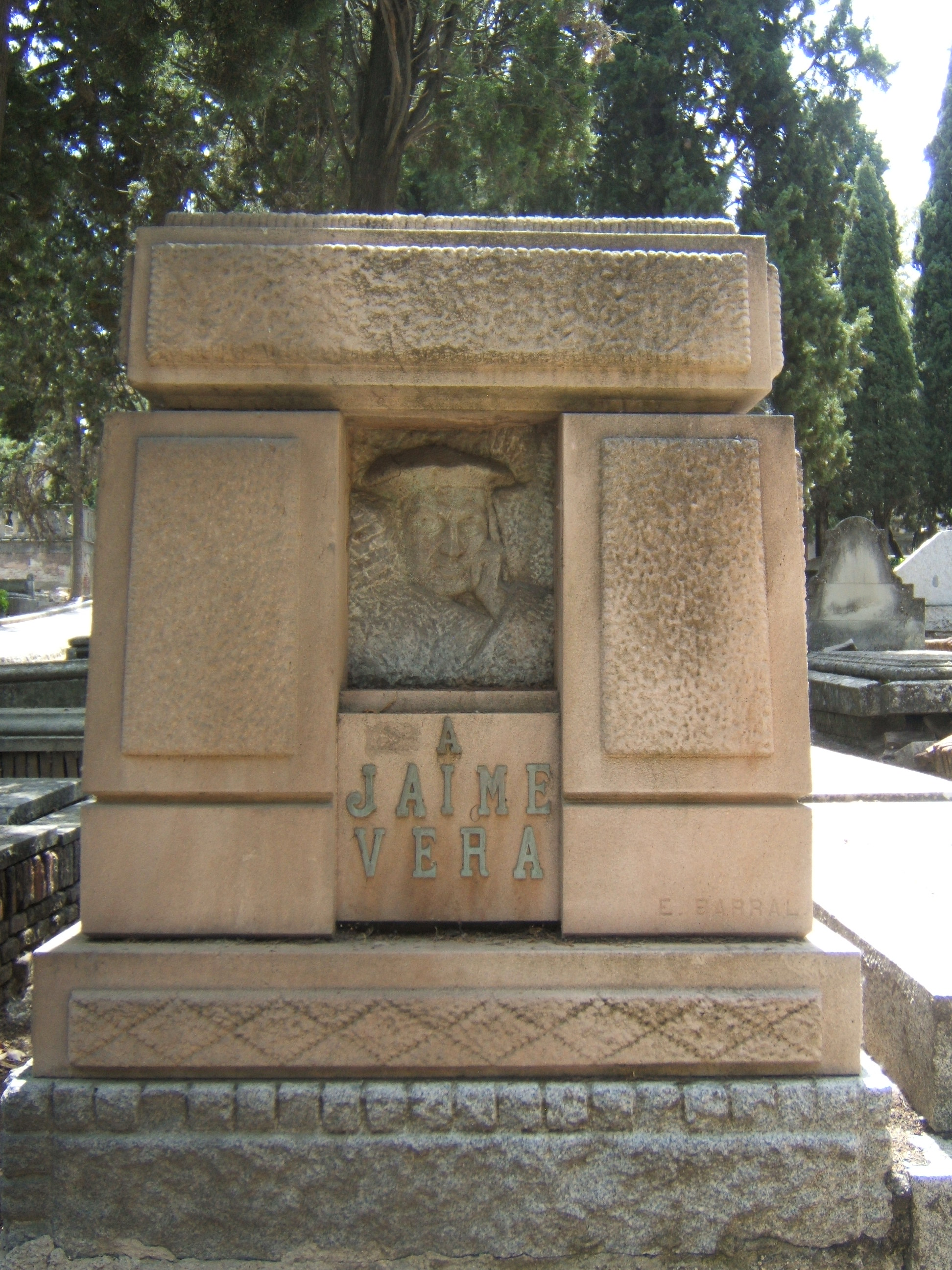
Vera
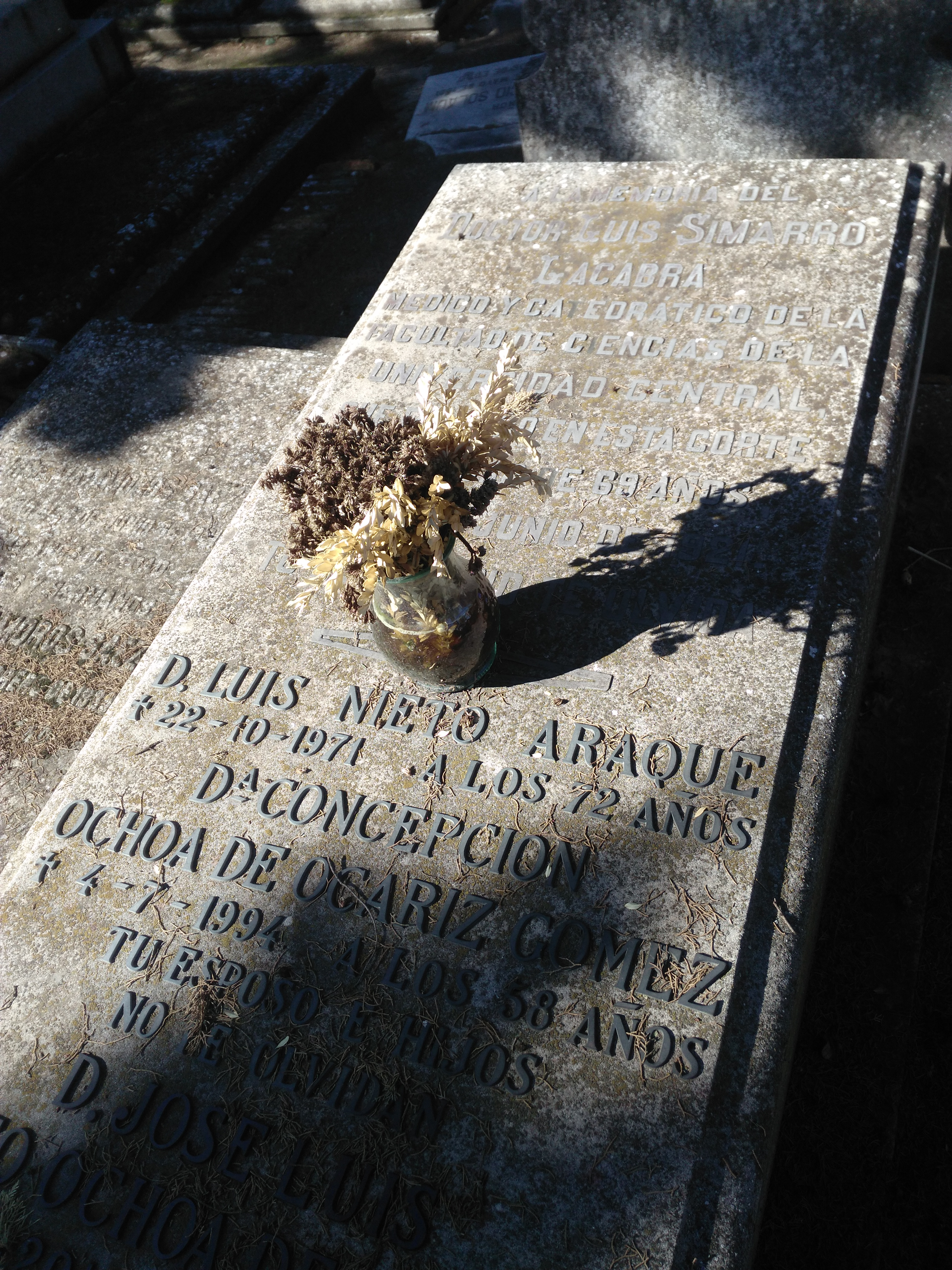
Simarro
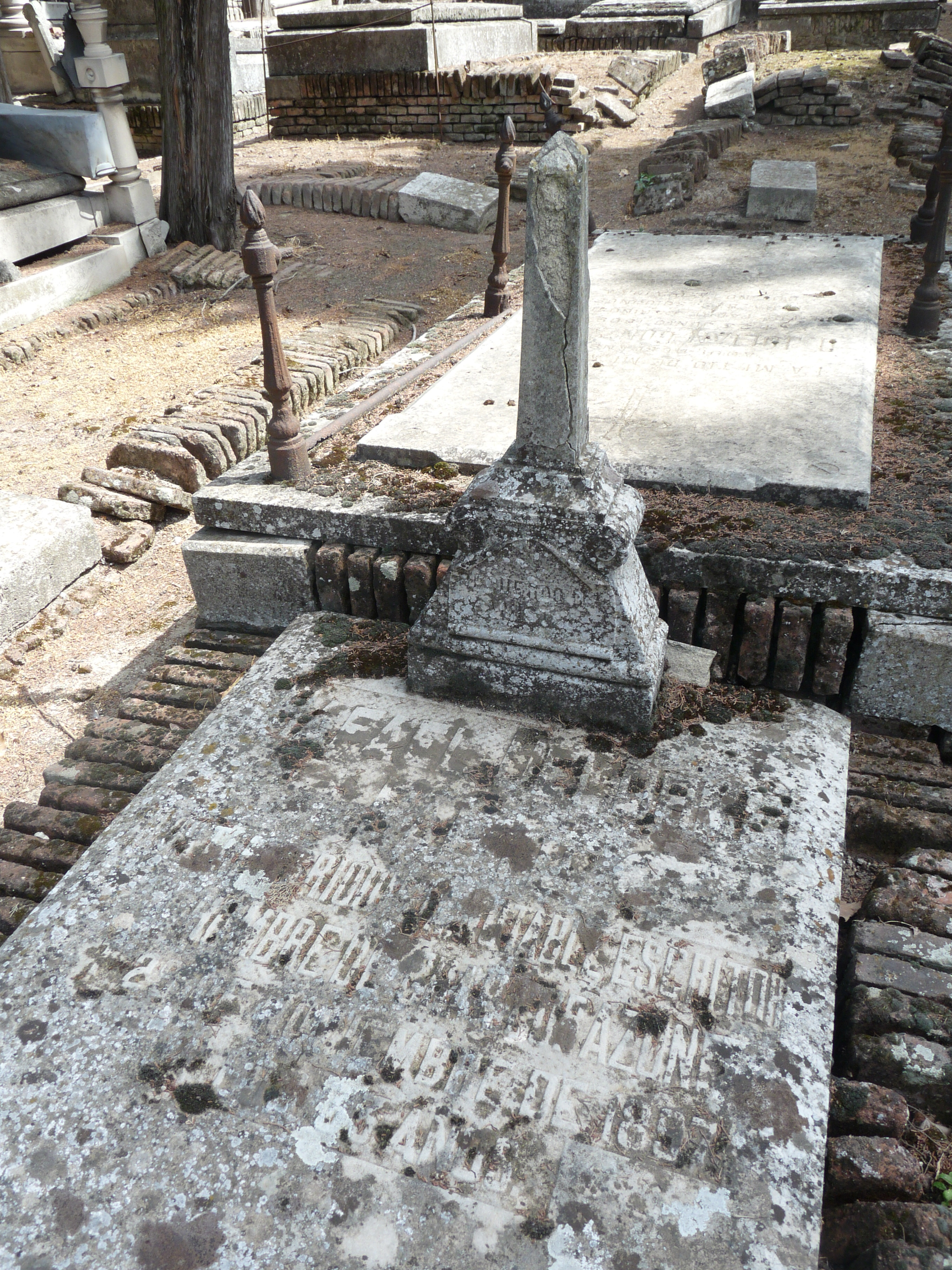
Delorme
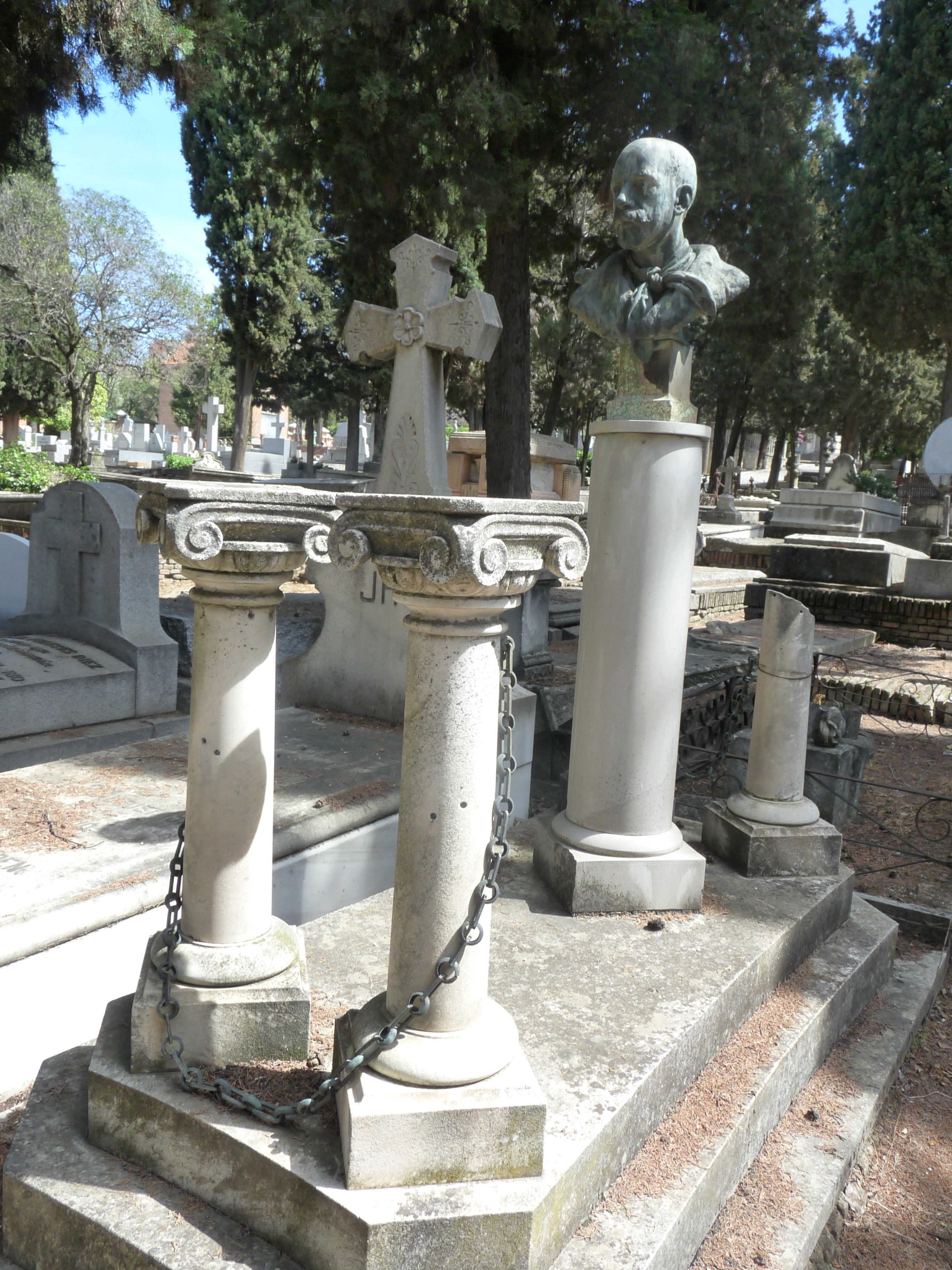
Sojo
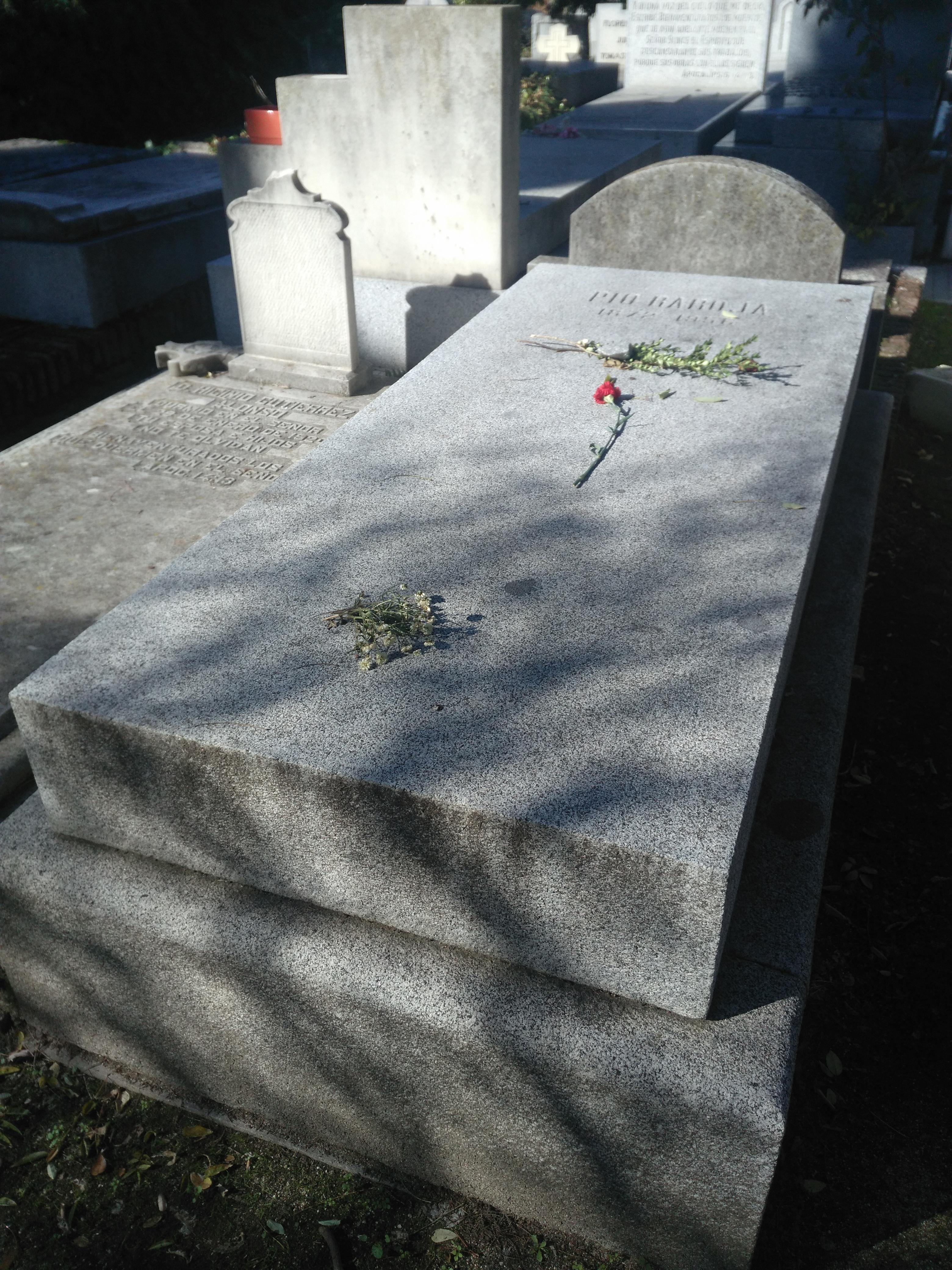
Baroja